# Josephine Kablick
Josephine Kablick, född 1787, död 1863, var en tjeckisk botaniker och paleontolog. Hon samlade plantor och fossil åt flera vetenskapliga institutioner i Europa. Flera växter och fossil har namngetts efter henne. 
Växttaxonominet Kablík har fått sitt namn efter henne.